# Pisciotta
Pisciotta község (comune) Olaszország Campania régiójában, Salerno megyében.

## Fekvése
A megye délnyugati részén fekszik. Határai: Ascea, Centola és San Mauro la Bruca.

## Története
Egyes régészi feltételezések szerint az ókori Buxentum helyén épült ki. Első írásos említése a 12. századból származik. A következő századokban nemesi birtok volt. A 19. században nyerte el önállóságát, amikor a Nápolyi Királyságban felszámolták a feudalizmust.

## Népessége
A népesség számának alakulása:

## Főbb látnivalói
- Ss. Apostoli Pietro e Paolo-templom
- Madonna dell’Assunta-templom
- Madonna del Carmine-templom